# Opéra de Bangkok
L'Opéra de Bangkok (Thaïlande) ou บางกอกโอเปร่า est une compagnie d'opéra créée en 2001 à l'initiative du célèbre chef d'orchestre, compositeur de musique et écrivain Somtow Sucharitkul (thaï : สมเถา สุจริตกุล ; nom de plume : S.P. Somtow) sous le patronage royal de Son Altesse Royale la princesse Galyani Vadhana.
Parmi les nombreux opéras mis en scène et joué, on peut citer : 
- Madana, montée par So Altesse Royal d'après une pièce de théâtre du roi Rama VI, est la première représentation d'un opéra d'un compositeur thaï qui connaît une salle pleine, avec dans le rôle-titre la soprano américaine Stacey Tappan.
- En 2002, mené par le directeur artistique Somtow Sucharitkul, l'Opéra de Bangkok commence une série de représentations de Didon et Énée d'Henry Purcell.
- En 2003, Somtow présente ensuite l'opéra Mae Naak, basé sur une histoire de fantômes thaïlandais très populaire, une légende adaptée plus de 25 fois au cinéma incluant les célèbres films Nang Nak de Nonzee Nimitbutr et Pee Mak de Banjong Pisanthanakun [1].
- Ensuite, c'est La Flûte enchantée de Mozart[2] puis c'est Turandot et Aïda de Giuseppe Verdi .

À la fin de l'année 2005, la compagnie d'opéra déclare sa première saison complète et commence la production du cycle entier de L'Anneau du Nibelung de Richard Wagner.
- En 2006, Somtow Papinian Sucharitkul conduit la première représentation de L'Or du Rhin de Wagner dans le Sud-Est asiatique ; suivie de La Walkyrie en 2007...
- En 2006, c'est aussi la création de l'opéra Ayodhya d'après un épisode de l'épopée mythologique du Ramayana / Ramakien.
- En 2011, l'opéra Dan no ura évoque la bataille de Dan-no-ura au Japon en 1185.
- En 2013, Somtow  réalise un opéra-ballet narratif  racontant l'histoire de la légendaire reine guerrière du XVIe siècle Suriyothaï[3], une histoire bien connue adaptée aussi au cinéma dans le film Suriyothai de Chatrichalerm Yukol.
- En 2024, Somtow conduit La Walkyrie de Wagner[4] etc.

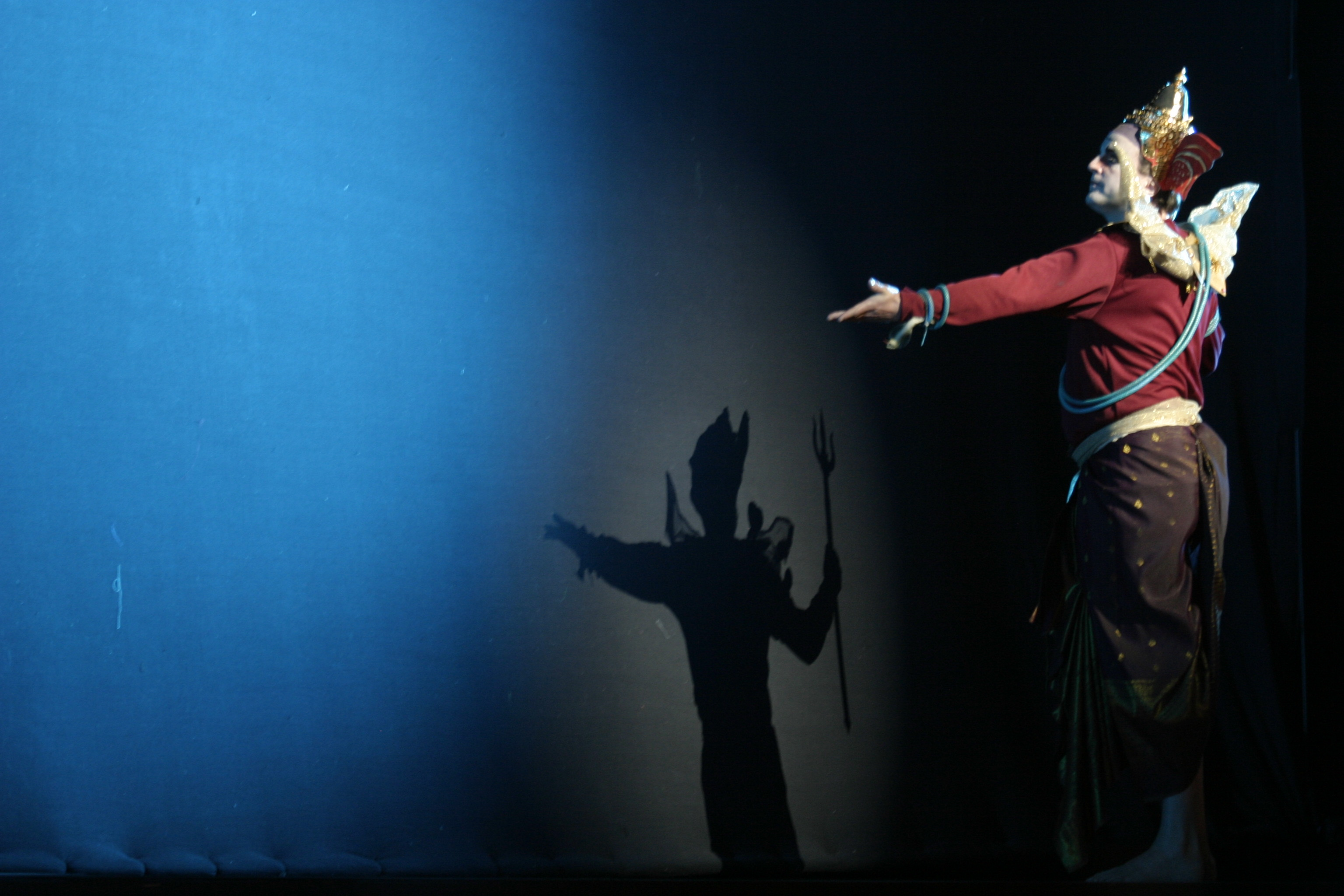
Ayodhya de Somtow (2006) avec Michael Chance (Ganesha)
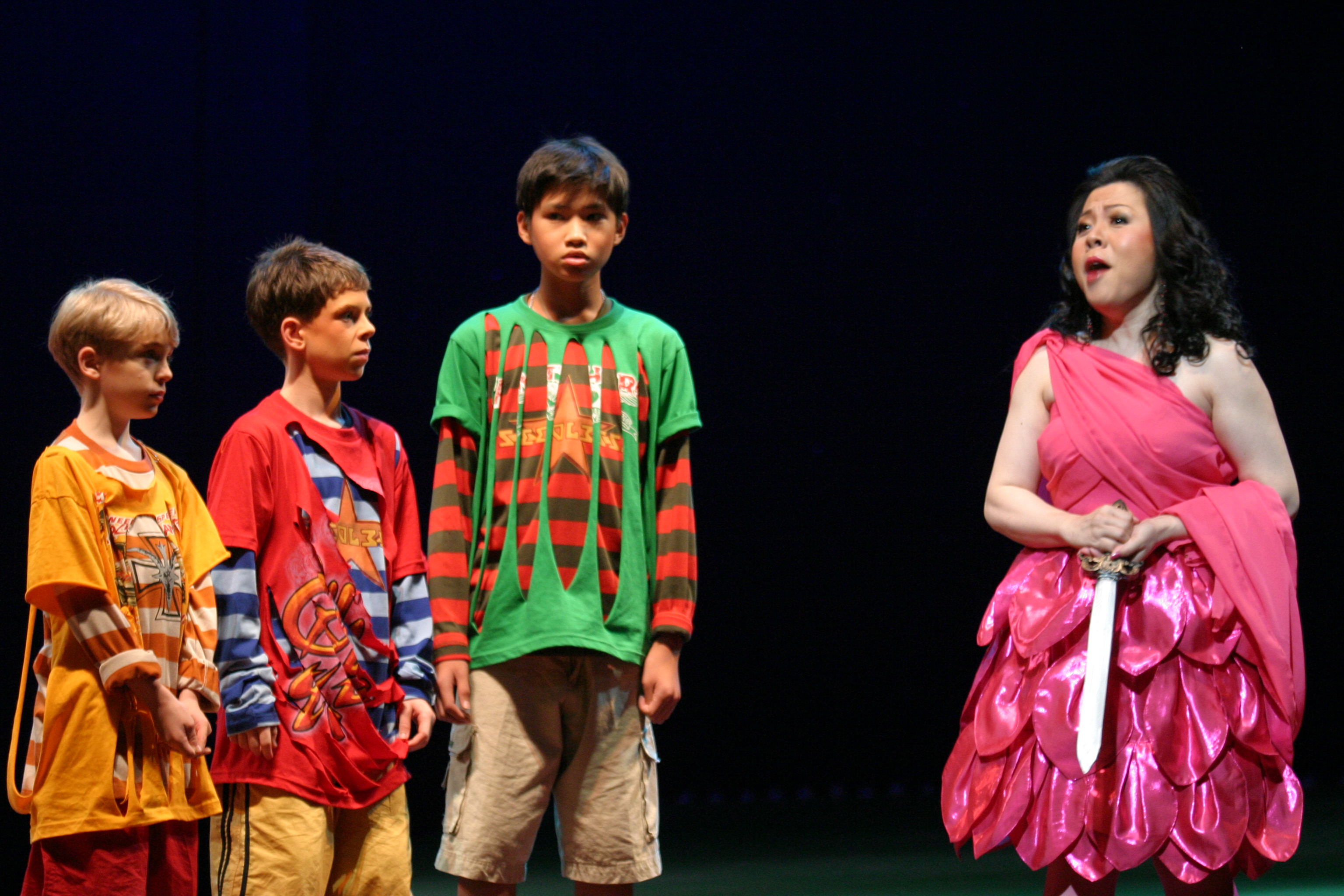
La Flûte enchantée de Mozart (2006) avec Nancy Yuen (Pamina)
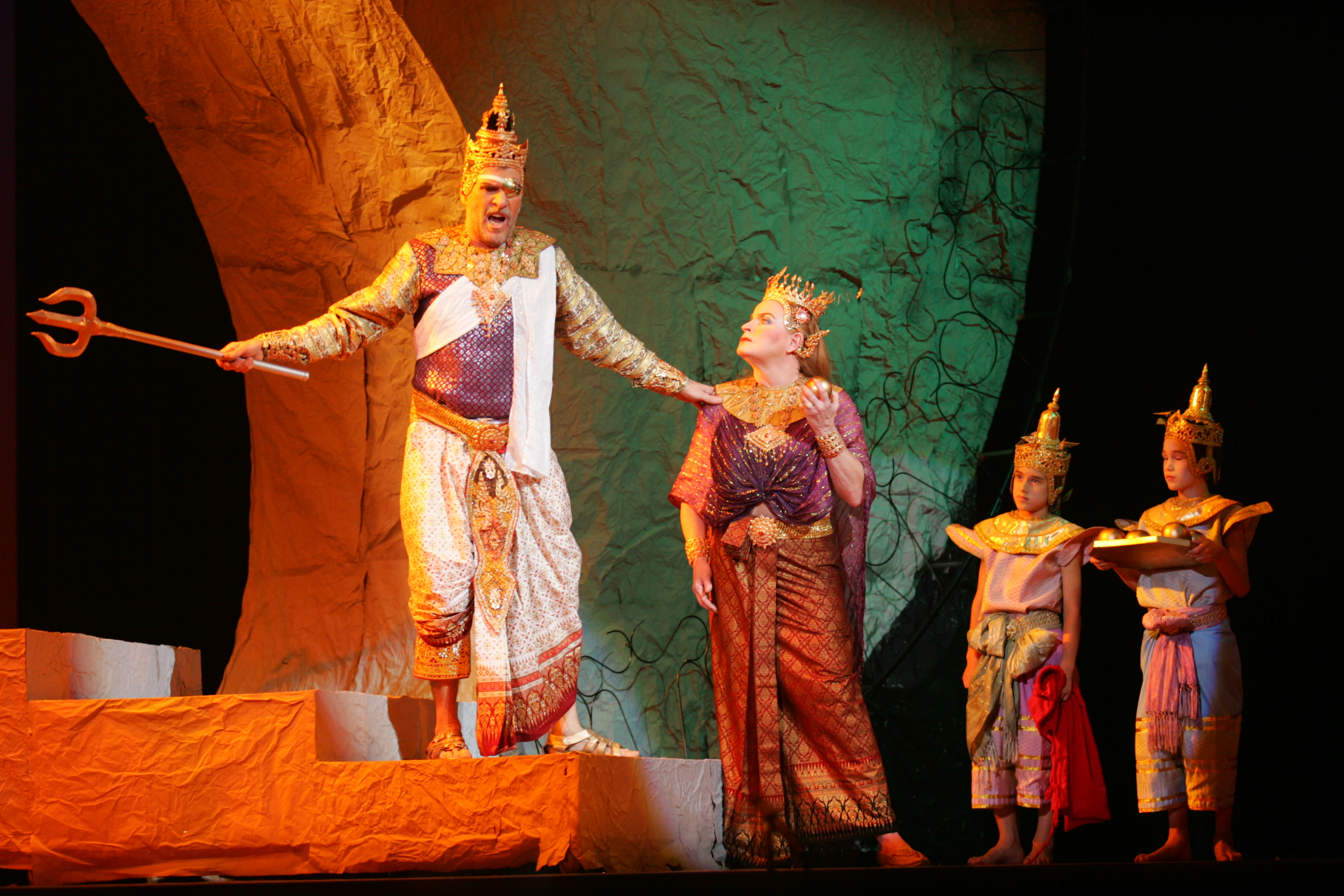
L'Or du Rhin de Wagner (2006)

La compagnie de l'Opéra de Bangkok travaille en collaboration avec l'Orchestre philharmonique du Siam (Siam Philharmonic Orchestra) et le Chœur Orphée de Bangkok.

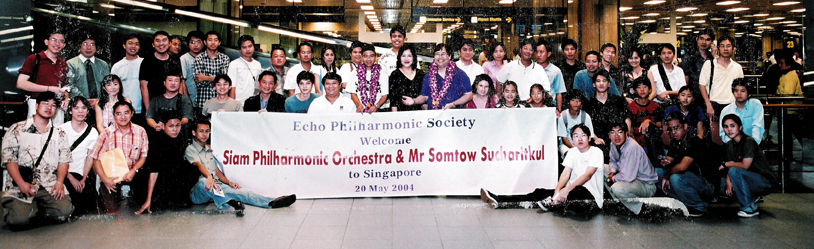
Orchestre philharmonique du Siam et Somtow Sucharitkul en 2007